# 吉永泰之
吉永 泰之（よしなが やすゆき、1954年3月5日 - ）は、日本の実業家。学位は、学士（経済学）（成蹊大学・1977年）。SUBARU（旧：富士重工業）社長を務めた。

## 人物・来歴
東京都出身。
成蹊高等学校卒業。
1977年に成蹊大学経済学部卒業後、同年4月に富士重工業（現：SUBARU）入社。
2011年（平成23年）6月から2018年（平成30年）6月までの７年間、社長を務め、軽自動車や汎用エンジンの生産や風力発電事業から撤退して事業の選択と集中を進めるとともに、安全技術の「アイサイト」を強化するなどブランド力を高めた。主力の米国事業の拡大により、就任から約7年で世界販売を約6割拡大させ、2016年には初めて世界販売を100万台に乗せた。2017年4月には富士重工業からSUBARUへの社名変更も実施した。

## 職歴
- 1977年（昭和52年）4月 - 富士重工業に入社。
- 1999年（平成11年）10月 - 国内営業本部営業企画部長
- 2001年（平成13年）6月 - スバル営業本部日本地区本部営業第三部長
- 2002年（平成14年）6月 - スバル戦略本部スバル企画室長
- 2003年（平成15年）10月 - 戦略本部副本部長 兼 経営企画部長
- 2005年（平成17年）4月 - 執行役員 戦略本部副本部長 兼 経営企画部長
- 2006年（平成18年）6月 - 執行役員 戦略本部長
- 2007年（平成19年）6月 - 常務執行役員 スバル国内営業本部長
- 2009年（平成21年）6月 - 取締役 兼 専務執行役員 スバル国内営業本部長
- 2011年（平成23年）6月 - 代表取締役社長 兼 COO[3][4]
- 2012年（平成24年）6月 - 代表取締役社長 兼 CEO
- 2018年（平成30年）6月22日 - SUBARU 取締役会長に就任[5][6]